# Lionel Régal
Lionel Bruno Régal (Lentilly, 21 de julio de 1975 – 15 de agosto de 2010) fue un piloto de automovilismo de montaña francés.
Después de ganar los Campeonatos de montaña de Francia de 2005, 2006 y 2007, ganó el Campeonato de Europa de Montaña en 2008. Volvió a ganar el Campeonato francés en 2009.
Murió en Saint-Ursanne (Suiza) el 15 de agosto de 2010 después de haberse estrellado contra un árbol yendo a más de 200 kilómetros por hora.